# Escala de Richter
L'escala sismològica de Richter, també coneguda com a escala de magnitud local ({\displaystyle M_{L}}), és una escala logarítmica de base 10 arbitrària que assigna un nombre per quantificar l'efecte d'un terratrèmol. Es denomina així en honor del sismòleg estatunidenc Charles Richter (1900-1985). Actualment, però, no es fa servir aquesta escala sinó l'escala sismològica de magnitud de moment, (MW) tot i que en ser les dues escales molt semblants es confonen, sobretot en els mitjans de comunicació.

## Desenvolupament

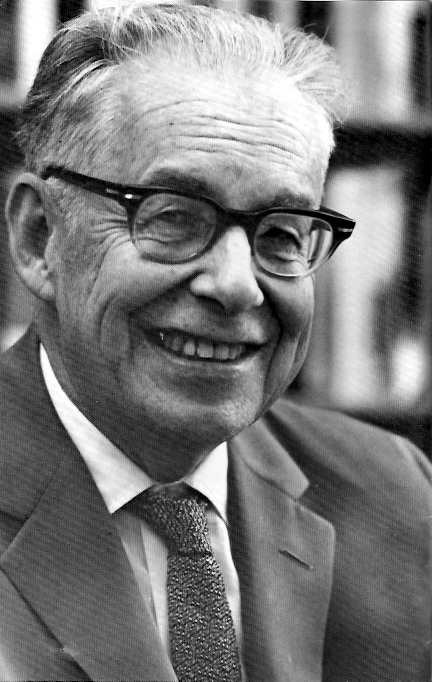
Charles Richter, c. 1970

Aquesta escala de magnitud local i tan sols aplicable als terratrèmols originats a la falla de San Andrés va ser desenvolupada per Charles Richter amb la col·laboració de Beno Gutenberg el 1935, ambdós investigadors de l'Institut Tecnològic de Califòrnia, amb el propòsit original de separar el gran nombre de terratrèmols petits dels terratrèmols majors observats a Califòrnia en el seu temps. Només pretenien estudiar els terratrèmols ocorreguts dins una àrea particular del sud de Califòrnia, els sismogrames dels quals varen ser recollits exclusivament pel sismòmetre de torsió de Wood-Anderson. Richter va informar inicialment valors amb una precisió d'un quart d'unitat, però més tard va fer servir nombres decimals.
{\displaystyle M=\log A+3\log(8\Delta t)-2.92\,\!}
on:
{\displaystyle A\,} = amplitud de les ones en mil·límetres, llegida directament al sismograma.
{\displaystyle \Delta t\,} = temps en segons des de l'inici de les ones P al de les ones S.
{\displaystyle M\,} = magnitud arbitrària però constant en terratrèmols que alliberen la mateixa quantitat d'energia.
L'ús del logaritme a l'escala serveix per reflectir l'energia que es desprèn en un terratrèmol. El logaritme incorporat a l'escala fa que els valors assignats a cada nivell augmentin de forma exponencial, i no de forma lineal. Richter va agafar la idea de l'ús de logaritmes de l'escala de magnitud escalar, utilitzada en astronomia per descriure la brillantor de les estrelles i d'altres objectes celestes. Richter va escollir arbitràriament una tremolor de magnitud 0, que es corresponia amb un desplaçament màxim d'1 μm en un sismograma traçat per un sismòmetre de torsió Wood-Anderson localitzat a 100 km de distància de l'epicentre. Aquesta decisió volia prevenir l'assignació de magnituds negatives. Nogensmenys, l'escala de Richter no tenia límit màxim o mínim, i actualment, amb sismògrafs molt precisos, es poden detectar moviments amb magnitud negativa.
A causa de les limitacions del sismògraf de torsió Wood-Anderson utilitzat per desenvolupar l'escala, la magnitud original {\displaystyle M_{L}} no podia ser calculada per tremolors majors de 6,8 graus. Diversos investigadors van proposar extensions a l'escala de magnitud local, essent les més populars la magnitud d'ones superficials {\displaystyle M_{S}} i la magnitud d'ones de cos {\displaystyle M_{b}}.
Avui en dia aquesta escala (l'escala de Richter) és la més coneguda i la més utilitzada per localitzar i identificar un terratrèmol.

## Problemes de l'escala de Richter
El problema més gros amb la magnitud local o de Richter rau en el fet que és difícil relacionar-la amb les característiques físiques de l'origen del terratrèmol. A més, existeix un efecte de saturació per magnituds properes a 8,3-8,5, a causa de la Llei de Gutenberg-Richter de l'escalament de l'espectre sísmic que provoca que els mètodes tradicionals de magnituds produeixin estimacions de magnituds similars per tremolors que clarament són d'intensitat diferent. A inicis del segle xxi, la majoria dels sismòlegs van considerar obsoletes les escales de magnituds tradicionals, essent aquestes reemplaçades per una mesura físicament més significativa anomenada moment sísmic, el qual és més adequat per relacionar els paràmetres físics, com la dimensió de la ruptura sísmica i l'energia alliberada.
El 1979, els sismòlegs Thomas C. Hanks i Hiroo Kanamori, investigadors de l'Insitut Tecnològic de Califòrnia, varen proposar l'escala sismològica de magnitud de moment ({\displaystyle M_{W}}), que proveeix una forma d'expressar moments sísmics que pot ser relacionada aproximadament a les mesures tradicionals de magnituds sísmiques.

## Taula de magnituds
La major alliberació d'energia que ha pogut ser mesurada va ser durant el terratrèmol de Xile del 1960, el 22 de maig de 1960, que va arribar a una magnitud de moment ({\displaystyle M_{W}}) de 9,5.
A continuació es mostra una taula amb les magnituds de l'escala i el seu equivalent en energia alliberada.
| Magnitud Richter | Equivalència de l'energia TNT | Referències                                                                                 |
| ---------------- | ----------------------------- | ------------------------------------------------------------------------------------------- |
| –1,5             | 1 g                           | Ruptura d'una pedra en una taula de laboratori                                              |
| 1,0              | 170 g                         | Petita explosió en un lloc de construcció                                                   |
| 1,5              | 910 g                         | Bomba convencional de la Segona Guerra Mundial                                              |
| 2,0              | 6 kg                          | Explosió d'un tanc de gas                                                                   |
| 2,5              | 29 kg                         | Bombardeig a la ciutat de Londres                                                           |
| 3,0              | 181 kg                        | Explosió d'una planta de gas                                                                |
| 3,5              | 455 kg                        | Explosió d'una mina                                                                         |
| 4,0              | 6 t                           | Bomba atòmica de baixa potència                                                             |
| 5,0              | 199 t                         | Terratrèmol d'Albolote de 1956, a la província de Granada                                   |
| 6,0              | 1.270 t                       | Terratrèmol de Double Spring Flat de 1994 (Nevada, EUA)                                     |
| 6,1              | 300 t                         | Terratrèmol de 1972 a Managua, Nicaragua                                                    |
| 6,5              | 31.550 t                      | Terratrèmol de Northridge de 1994 (Califòrnia, EUA)                                         |
| 7,0              | 199.000 t                     | Terratrèmol de Hyogo-Ken Nanbu de 1995 (Japó) Terratrèmol de Port-au-Prince de 2010 (Haití) |
| 7,2              | 250.000 t                     | Terratrèmol de Spitak de 1988 (Armènia)                                                     |
| 7,5              | 750.000 t                     | Terratrèmol de Santiago de Xile de 1985 (Xile) Terratrèmol de Caucete de 1977 (Argentina)   |
| 7,8              | 1.250.000 t                   | Terratrèmol de Sichuan de 2008 (Xina)                                                       |
| 7.9              | 5.850.000 t                   | Terratrèmol del Perú de 2007 (Pisco, Perú)                                                  |
| 8,1              | 6.450.000 t                   | Terratrèmol de Mèxic de 1985 (Distrito Federal, Mèxic)                                      |
| 8,5              | 31,55 milions de t            | Terratrèmol de Sumatra de 2007                                                              |
| 8,8              | 100 milions de t              | Terratrèmol de Xile del 2010                                                                |
| 9,0              | 150 milions de t              | Terratrèmol de Lisboa de 1755 Terratrèmol del Japó del 2011                                 |
| 9,2              | 220 milions de t              | Terratrèmol de l'Oceà Índic de 2004 Terratrèmol d'Alaska de 1964                            |
| 9,5              | 260 milions de t              | Terratrèmol de Xile del 1960                                                                |
| 10,0             | 6.300 milions de t            | Estimat pel xoc d'un meteorit rocós de 2 km de diàmetre que impacti a 25 km/s               |
| 12,0             | 1 bilió de t                  | Fractura de la Terra pel centre                                                             |